# Blandine Rannou
Pour les articles homonymes, voir Rannou.
Blandine Rannou, née le 8 février 1966 à Clermont-Ferrand, est une claveciniste française.

## Biographie
Après avoir reçu un premier prix de clavecin à l'unanimité en 1983 au conservatoire à rayonnement régional d'Angers, elle entre au Conservatoire national supérieur de musique de Paris où elle obtient un premier prix de clavecin et un premier prix de basse continue en 1987, puis un premier prix de musique de chambre en 1988. Elle se perfectionne ensuite avec Bob van Asperen et Gustav Leonhardt.
En 1992, elle est lauréate du concours international Musica Antiqua de Bruges, elle se voit également décerner le prix du public et le prix spécial de la Radio télévision belge.
En plus de sa carrière de soliste instrumentale, Blandine Rannou joue dans de nombreux ensembles baroques. Elle est notamment la continuiste d'Il Seminario Musicale de Gérard Lesne, et a aussi travaillé avec le Concert Spirituel d'Hervé Niquet.
Blandine Rannou enseigne la basse continue au Conservatoire national supérieur de musique et de danse de Paris et le clavecin au conservatoire à rayonnement régional de Versailles.
En tant que soliste, elle enregistre en exclusivité pour Zig-Zag Territoires. Ses enregistrements ont reçu de nombreux prix de la critique : « Diapason d'or », « Choc » du Monde de la musique ...

## Discographie
- 2001 : Monsieur Rameau, Intégrale des pièces de clavecin seul et en concerts de Jean-Philippe Rameau : 10 de Classica-Répertoire, ffff de Télérama, Choc du Monde de la Musique
- 2002 : Suites françaises de Johann Sebastian Bach : ffff de Télérama, Choc du Monde de la Musique, Diapason d'or, Grand Prix Charles Cros
- 2003 : Suites anglaises de Bach : 10 de Classica-Répertoire, Choc du Monde de la Musique, Diapason d'or
- 2004 : Pièces pour Clavecin de François Couperin : ffff de Télérama, Choc du Monde de la Musique, Diapason d'or
- 2007 : Sonates pour viole de gambe et clavecin de Bach avec Guido Balestracci : Choc du Monde de la Musique
- 2008 : Pièces de clavecin de Jean-Baptiste Forqueray
- 2011 : Variations Goldberg de Johann Sebastian Bach : Choc de Classica
- 2015: Rameau. Pièces de Calvacin : Alpha Classic
- 2017: Bach. Suites Françaises : Alpha Classic